# Volongo
Volongo är en ort och kommun i provinsen Cremona i regionen Lombardiet i Italien. Kommunen hade 492 invånare (2018).